# Love and Theft
"Love and Theft" é o trigésimo primeiro álbum de estúdio do cantor Bob Dylan, lançado a 11 de Setembro de 2001.
Em 2003, o disco foi incluído na lista da revista Rolling Stone no nº 467 dos 500 Melhores Álbuns de Todos os Tempos.
O disco atingiu o nº 5 da Billboard 200, o nº 3 do Top Canadian Albums e o nº 1 do Top Internet Albums.
O álbum ganhou um Grammy Awards na categoria "Best Contemporary Folk Album" em 2001.

## Faixas
Todas as faixas por Bob Dylan
1. "Tweedle Dee & Tweedle Dum" – 4:46
2. "Mississippi" – 5:21
3. "Summer Days" – 4:52
4. "Bye and Bye" – 3:16
5. "Lonesome Day Blues" – 6:05
6. "Floater (Too Much to Ask)" – 4:59
7. "High Water (For Charley Patton)" – 4:04
8. "Moonlight" – 3:23
9. "Honest with Me" – 5:49
10. "Po' Boy" – 3:05
11. "Cry a While" – 5:05
12. "Sugar Baby" – 6:40

## Créditos
- Bob Dylan – Vocal, guitarra, piano
- Larry Campbell – Guitarra, banjo, bandolim, violino
- Charlie Sexton – Guitarra
- Tony Garnier – Baixo
- Augie Meyers – Acordeão
- David Kemper – Bateria